# Manipulateur en électroradiologie médicale
Le manipulateur d'électroradiologie médicale, ou technicien en radiologie médicale, est le seul professionnel paramédical autorisé à utiliser les rayonnements ionisants. De ce fait, il joue un rôle important dans la radioprotection des patients tout comme les médecins radiologues et les physiciens médicaux (radiothérapie). De plus, l'imagerie médicale prenant une place de plus en plus importante dans les diagnostics, le manipulateur radio devient un professionnel de santé central dans la chaîne du soin des patients.
Il s'agit d'une profession paramédicale assez peu connue. De façon anecdotique, on constate que le manipulateur est bien souvent confondu avec d'autres personnels médicaux, infirmière si c'est une femme et bien souvent radiologue si c'est un homme.

## Secteurs d'activité
Le manipulateur réalise les modalités suivantes:
- Radiographies conventionnelles
- Mammographies
- Radiologie interventionnelle
- Tomodensitométries (scanners)
- IRM
- Scintigraphies
- TEP
- Radiothérapie
- Examens en électrophysiologie (électrodiagnostic): électrocardiogrammes, électroencéphalogrammes, électromyogrammes, etc.
- Échographies pour les MERM diplômés du DIU d'échographie d'acquisition, dits MERMEA.

Au Canada, il est encore interdit aux techniciens en radiodiagnostic de sexe masculin de procéder à des mammographies sur le territoire canadien, bien que ceux-ci, ayant la formation nécessaire, aient parfaitement le droit de réaliser de tels examens à l'étranger dans le cadre de campagnes massives de dépistage de cancer du sein dans la mesure où les lois en vigueur le permettent.
Le manipulateur/technicien applique également des traitements médicaux thérapeutiques, tels que la radiothérapie, grâce à des agents physiques divers: rayons X, protons, électrons, etc.
Cette profession comporte donc un versant «soignant» (réalisations d'injections, administration de produits, notamment des médicaments radiopharmaceutiques en médecine nucléaire ou produits de contraste dans les autres modalités, prise en charge des patients, etc.) associée à un versant «technicien»: maîtrise de la formation de l'image, de l'informatique, de la radioprotection, élaboration de protocoles, etc.
Le manipulateur d'électroradiologie médicale exerce aussi au bloc opératoire, que cela soit pour les actes dits "de radiologie interventionnelle" (biopsie, pose de stents, ponction, pose de drain) ou bien pour les actes chirurgicaux plus généraux.
Le manipulateur fait partie intégrante de la continuité des soins pour le patient, puisqu'il doit s'assurer que le patient ne présente pas de contre-indication pour l'examen, et que les examens demandés sont cohérents avec la pathologie recherchée ou la maladie à traiter.

## Formation

### En France
En France il existe 2 diplômes permettant d'exercer en tant que manipulateur en électroradiologie médicale: Le Diplôme de technicien supérieur en imagerie médicale et radiologie thérapeutique (DTS IMRT) et le Diplôme d’Etat de Manipulateur électroradiologie médicale (DE MEM). Chaque diplôme dépend d'un Ministère différent, le DTS IMRT du Ministère de l'éducation, et le DE MEM du Ministère de la santé. La formation s'effectue, en alternance, en trois ans, soit six semestres de vingt semaines chacun. Les instituts de formation passent une convention avec une université disposant d'une composante santé. Cette convention détermine les modalités de participation de l'université à la formation.

### Au Québec
On constate une certaine similitude au Québec, où la formation s'effectue également en trois ans au secteur collégial (postsecondaire), débouchant ainsi sur un DEC ou diplôme d'études collégiales en Technologie de radiodiagnostic. D'autres DEC québécois plus spécialisés dans le même domaine existent également: DEC Techniques d'électrophysiologie médicale, DEC Technologie de radio-oncologie, DEC Technologie de médecine nucléaire.

## Débouchés
Profession encore très jeune en France (diplôme d’État en 1967), elle commence à être mieux connue du grand public. L'insertion professionnelle est très bonne depuis quelques années, avec la population vieillissante et l'augmentation des besoins en actes d'imagerie.

## Rémunération
En France, dans la fonction publique hospitalière, à la suite des mesures du Ségur de la santé, le salaire d'un manipulateur radio débute vers 2080 euros net mensuel. En fin de carrière, il culmine à 3600 euros net mensuel. Le salaire est un peu plus élevé dans les cabinets privés.
Au Québec, un technicien débute dans le secteur public avec un salaire annuel moyen d'environ 40 000 $ / an alors que le salaire annuel maximum moyen qu'un technicien peut toucher, selon le secteur d'emploi et l'échelon de salaire, peut atteindre les environs de 60 000 $ / an.

## Evolution
Après 4 ans d'exercice dans le public, le manipulateur radio peut évoluer vers des fonctions d'encadrement et/ou de formation et devenir cadre de santé en intégrant et en suivant une formation d'un an dans un Institut de Formation des Cadres de Santé après avoir réussi le concours d'entrée.
Il est également possible de se spécialiser en suivant un Diplôme Universitaire de dosimétriste (radiothérapie), d'échographiste (diagnostic) ou d'attaché de recherche clinique.

## Associations représentatives
L'association française du personnel paramédical d'électroradiologie (A.F.P.P.E) est la seule instance représentative de la profession de manipulateur en radiologie. Elle organise un congrès annuel et publie la revue mensuelle Le Manipulateur d'imagerie médicale et de radiothérapie.
Au Québec, l'exercice de la profession est réservé aux membres de l'Ordre des techniciens en imagerie médicale, en radio-oncologie et en électrophysiologie médicale du Québec (OTIMROEPMQ).